# Południowe Zakłady Przemysłu Skórzanego „Chełmek”

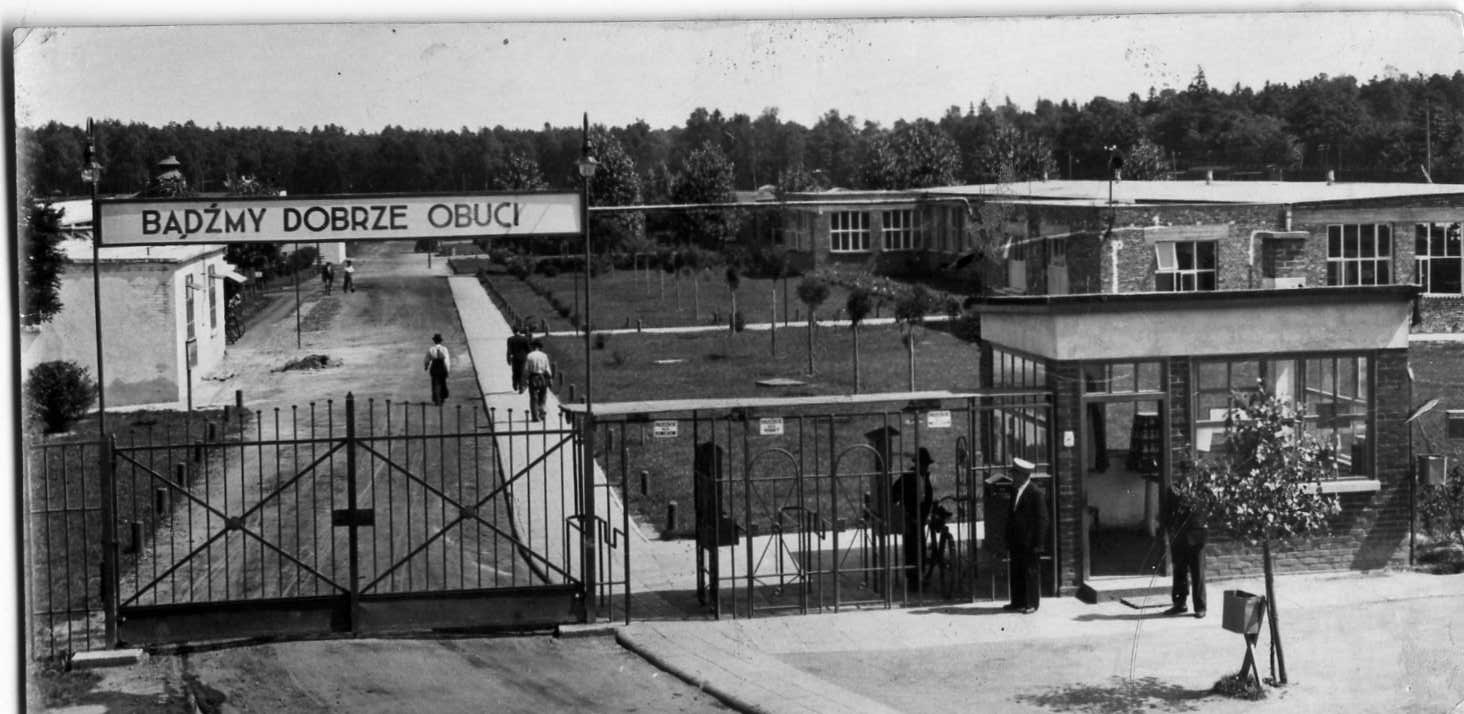
Zakłady Bata w Chełmku w latach trzydziestych XX wieku

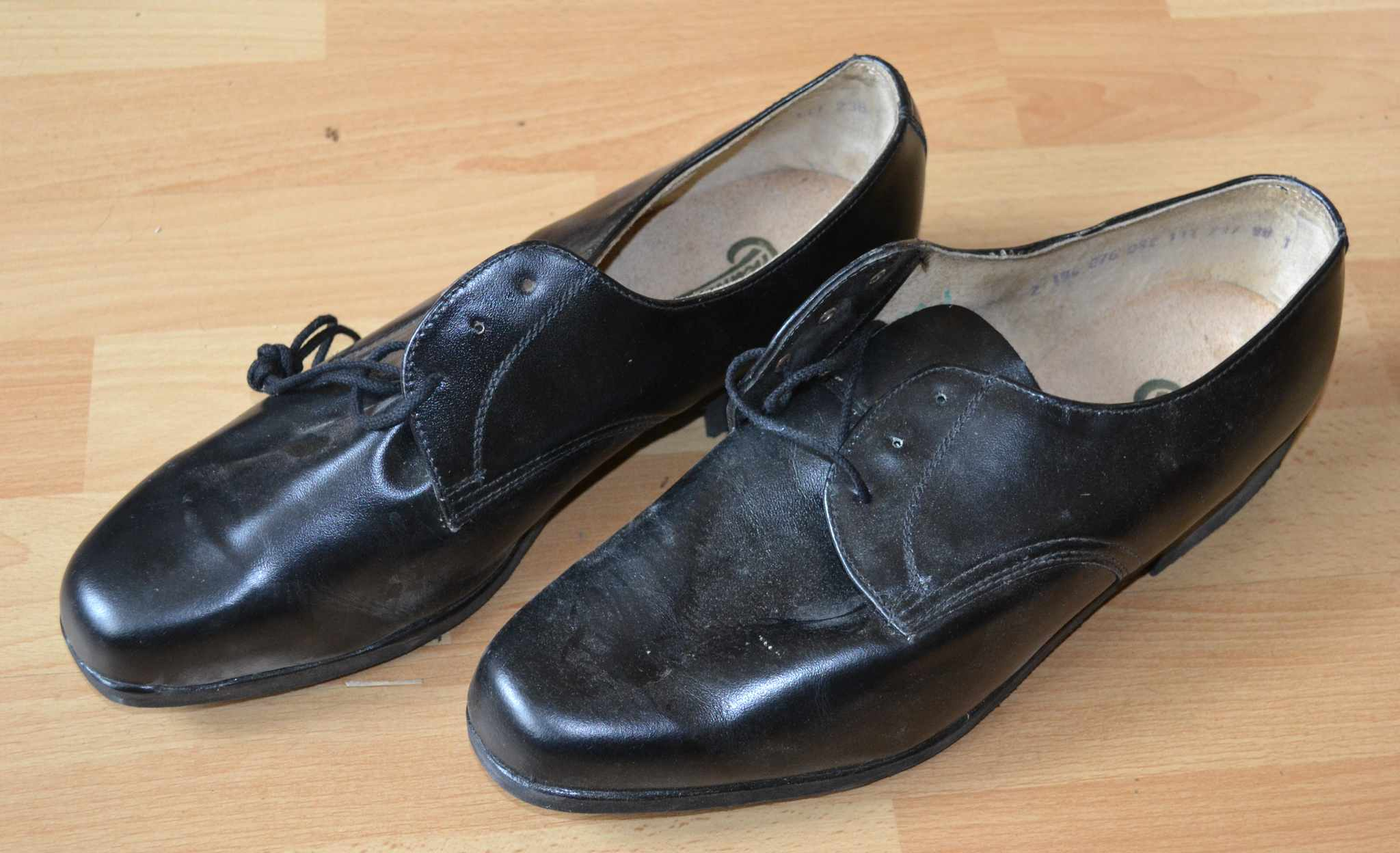
Pantofle męskie firmy Chełmek z końca lat 70 XX wieku

Południowe Zakłady Przemysłu Skórzanego „Chełmek” – byłe przedsiębiorstwo funkcjonujące w Chełmku koło Chrzanowa w latach 1932–2003.

## Historia
Powstało w 1932 roku jako zakłady produkcyjne firmy Polska Spółka Obuwia Bata S.A. z siedzibą w Krakowie, stanowiąc pierwszy zakład przemysłowej produkcji obuwia w Polsce. Wzorując się na założeniach, które wdrożono w zakładach Baty wcześniej, w Chełmku wybudowano fabrykę obuwia wraz z osiedlem pracowniczym, szkołą, infrastrukturą sportową (wraz z boiskiem, basenem, kortami tenisowymi i skocznią narciarską). Zakład posiadał dwie garbarnie skór  – w Brzeziu i Jaśkowicach.
Od 1934 rozpoczęto wydawanie gazety zakładowej „Echo Chełmka”.
W 1945 r. wznowiono produkcję. W 1947 zakłady upaństwowiono, funkcjonowały potem jako Południowe Zakłady Obuwia (1947-1959), Kombinat Garbarsko-Obuwniczy Południowe Zakłady Przemysłu Skórzanego „Chełmek” (1959-1990) oraz Południowe Zakłady Przemysłu Skórzanego „Chełmek” S.A. (1991-2003). Pozostają w stanie upadłości. W 2006 otwarto Dom Pamięci Baty.
W okresie funkcjonowania kombinatu w jego skład wchodziły m.in. zakłady obuwia w Będzinie i Krakowie, garbarnie w Łodygowicach, Oświęcimiu, Skoczowie, Szczakowej i Żywcu.